# Diaseris
Genre
Diaseris est un genre de coraux durs de la famille des Fungiidae.

## Liste d'espèces
Selon ITIS (4 juillet 2015), le genre Diaseris comprend l'espèce suivante :
- Diaseris fragilis Alcock, 1893

Selon World Register of Marine Species (4 juillet 2015) et Paleobiology Database (4 juillet 2015), Diaseris est un genre non valide qui correspond à Cycloseris (Milne Edwards & Haime, 1849).